# Chujs
Els chujs són un poble maia situat a Guatemala i Mèxic. La seva llengua indígena és també anomenada Chuj i pertany a la família Q'anjobalan-Chuj de les llengües maies. A Guatemala, la majoria dels chujs viuen al departament de Huehuetenango, als municipis de San Mateo Ixtatán i San Sebastián Coatán.

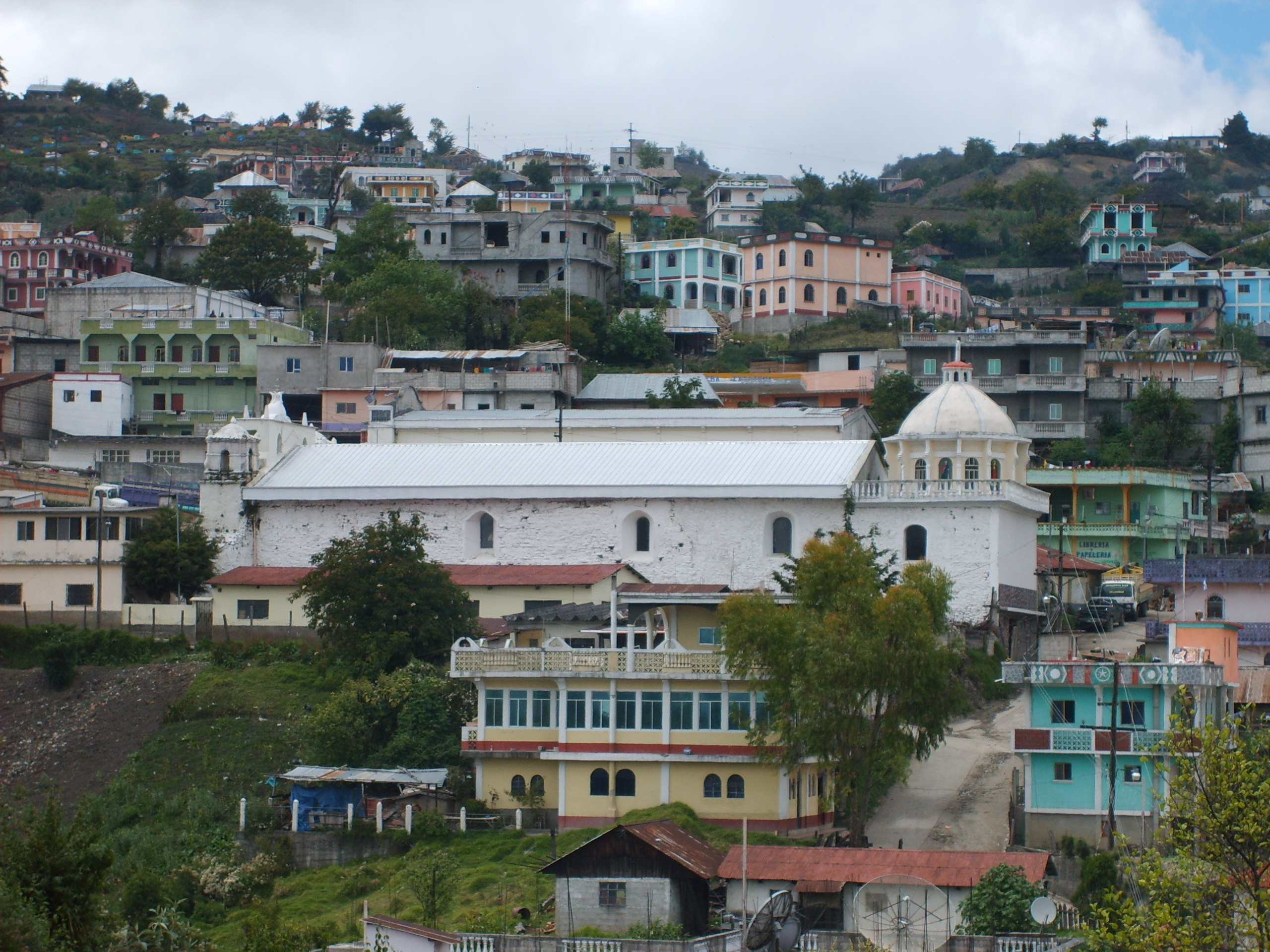
San Mateo Ixtatán, zona de poblament chuj

## Distribució
La majoria dels chujs viuen a Guatemala, als turons del departament de Huehuetenango. and Mexico. Llurs principals assentaments a Huehuetenango es troben a les viles de San Mateo Ixtatán i San Sebastián Coatán així com alguns a la vila de Nentón. Un petit nombre viu a l'estat de Chiapas i altres han emigrat als Estats Units, existint una important colònia a Los Angeles.
Les poblacions de San Mateo Ixtatán i San Sebastián Coatán, gairebé completament poblades per chujs, són de 16.000 i 9.000 respectivament. També hi ha uns 4.000 chujs a Nentón, on són aproximadament una tercera part de la població. A causa de la seva situació irregular com a immigrats als Estats Units, no se sap exactament quants chujs viuen a Los Angeles, però s'estima que hi ha el mateix nombre d'habitants que San Sebastián Coatán.
A Guatemala els chujs tenien reputació de rebel·lió i antagonisme amb les autoritats, a causa de la seva pobresa i reclamacions sobre la distribució de la terra.

## Història
Els chujs va existir des del període postclàssic on van començar a desenvolupar-se i sobrepoblar-se. Hi ha molts relats sobre quin fou el veritable origen d'aquesta raça; segons diuen que els primers pobladors chuj van ser persones procedents de quatre grups diferents que foren els tzapaluta, que actualment habiten Mèxic; els pobladors que habiten en el municipi de San Mateo Ixtatán, que eren part dels tzapaluta; els pobladors que actualment viuen al municipi de San Sebastián Coatán, i els actuals pobladors del municipi de Santa Eulalia. Els chujs van prendre terres del departament de Huehuetenango i es van establir en el municipi de San Mateo Ixtatán. En aquest municipi existeix una zona arqueològica on es van establir en el període clàssic mesoamericà.
Durant l'època del conflicte armat intern, els pobladors van haver d'anar-se'n del país i viure en la República de Mèxic per protegir la seva vida, i va ser així com es van poblar també en aquest país.

## Tradicions

### Religió
Els chuj són convertits al cristianisme, però no perden del tot la seva influència maia; així adoren sants com el Crist d'Esquipulas, i en la influència maia, creuen en nahuals i fan pactes amb el guardià dels turons.

### Cultura i costums
La cultura del poble chuj és rica i àmplia en tradicions, arqueologia i idioma. En els primers dies de novembre, els chujs tenen una cerimònia que va ser originada per Maxtol, que és una autoritat que encarna tots els canvis i també totes les característiques d'aquest poble. En el dia dels morts és una figura principal, que dirigeix les activitats recordant que per a ells és un dia que recorda un pas més per la vida, que provocarà la mort i transcorrerà el seu cicle més enllà de la nostra comprensió.